# Armageddon (album d'Aria)
Pour les articles homonymes, voir Armageddon (homonymie).
Albums de Aria
Kreschenie Ogneom Feniks
Armageddon (en russe : Армагеддон) est le dixième album du groupe russe Aria sorti en 2006. Les paroles sont cette fois partagées entre trois paroliers, principalement Pushkina mais aussi Lobanov et Kokareva. C'est le premier album qu'ils enregistrent avec CD-Maximum, et leur style déborde parfois sur du power metal.
La piste numéro 8 de l'album Chuzhoy a atteint la position numéro 1 du hit parade russe.

## Liste des chansons
| N° | Titre                 | Translittération       | Traduction                    | Parolier | Durée |
| -- | --------------------- | ---------------------- | ----------------------------- | -------- | ----- |
| 1  | Последний Закат       | Posledniy Zakat        | Dernier Crépuscule            | Lobanov  | 5:01  |
| 2  | Меченый Злом          | Mechenyy Zlom          | Marqué par le Mal             | Kokareva | 6:08  |
| 3  | Страж Империи         | Strazh Imperii         | Garde de l'Empire             | Pushkina | 4:43  |
| 4  | Новый Крестовый Поход | Novyy Krestovyy Pokhod | La Nouvelle Croisade          | Pushkina | 5:53  |
| 5  | Мессия                | Messiya                | Messie                        | Lobanov  | 4:38  |
| 6  | Кровь Королей         | Krov' Koroley          | Le Sang des Rois              | Pushkina | 9:00  |
| 7  | Викинг                | Viking                 | Viking                        | Pushkina | 5:48  |
| 8  | Чужой                 | Chuzhoy                | Alien                         | Pushkina | 5:03  |
| 9  | Свет Былой Любви      | Svet Byloy Lyubvi      | La Lumière d'un Amour d'Antan | Pushkina | 4:18  |
| 10 | Твой День             | Tvoy Den'              | Ton Jour                      | Pushkina | 5:19  |

## Sur les paroles
- Dernier Crépuscule parle d'une troisième guerre mondiale, utilisant les armes nucléaires
- Garde de l'Empire fait référence aux kamikazes japonais durant la Seconde Guerre mondiale
- Messie traite de la lutte entre la chrétienté et le paganisme slave
- Le Sang des Rois raconte la dernière bataille de l'épopée du Roi Arthur
- Alien serait inspirée de la nouvelle de Ray Bradbury Zero Hour

## Membres du groupe en 2006
- Artur Birkut - Chant
- Vladimir Kholstinin - Guitare
- Sergey Popov - Guitare
- Vitaly Dubinin - Basse
- Maksim Udalov - Batterie